# Зарубино (Приморский край)
Зару́бино — посёлок городского типа в Хасанском районе Приморского края. Административный центр Зарубинского городского поселения.

## География
Поселок городского типа находится на юге полуострова Зарубина в западной части бухты Троицы залива Посьета залива Петра Великого, на расстоянии 220 км (по автодорогам) и 105 км (по прямой) к юго-западу от города Владивосток, административного центра края.

## История
Посёлок основан 18 октября 1928 года. Назван по полуострову Зарубина, на котором расположен. Полуостров же назван в честь механика шхуны «Восток», подпоручика корпуса инженеров-механиков Ивана Ивановича Зарубина. Статус посёлка городского типа — с 1940 года. В 1972 году в посёлке было начато строительство морского рыбного порта. После рыбного порта должны планировалось строительство судоремонтного завода по ремонту промыслового флота. Проектировщиками «Ленгипрогора» разрабатывался проект города с населением в 70 000 человек, застроенный пяти-, девяти-, двенадцати и даже восемнадцатиэтажными домами. Однако перестройка и развал экономики не позволили этим проектам сбыться.

## Население
| 1939  | 1959  | 1970  | 1979  | 1989  | 2002  | 2005  | 2006  |
| ----- | ----- | ----- | ----- | ----- | ----- | ----- | ----- |
| 3006  | ↘2728 | ↘2605 | ↗3092 | ↗5306 | ↘3522 | ↘3442 | ↗3491 |
| 2007  | 2009  | 2010  | 2011  | 2012  | 2013  | 2014  | 2015  |
| ↘3421 | ↘3389 | ↘3101 | ↗3104 | ↘3046 | ↘2998 | ↘2963 | ↘2918 |
| 2016  | 2017  | 2018  | 2019  | 2020  | 2021  | 2023  | 2024  |
| ↘2912 | ↘2877 | ↘2875 | ↘2847 | ↘2829 | ↘2499 | ↗2515 | ↘2492 |

## Улицы
| - ул. Алеутская, - ул. ДВБФ, - ул. Калинина, - ул. Карла Маркса, - ул. Ключевая, - ул. Красноармейская, | - ул. Менжинского, - ул. Молодёжная, - ул. Морская, - ул. Набережная, - ул. Нагорная, - ул. Наречная, | - ул. Портовая, - ул. Солнечная, - ул. Строительная, - ул. Фрунзе, - ул. Чкалова, - ул. Ясная. |

## Экономика
В посёлке действуют рыбный комбинат, железнодорожная станция, Морской порт бухты Троицы.

## Галерея

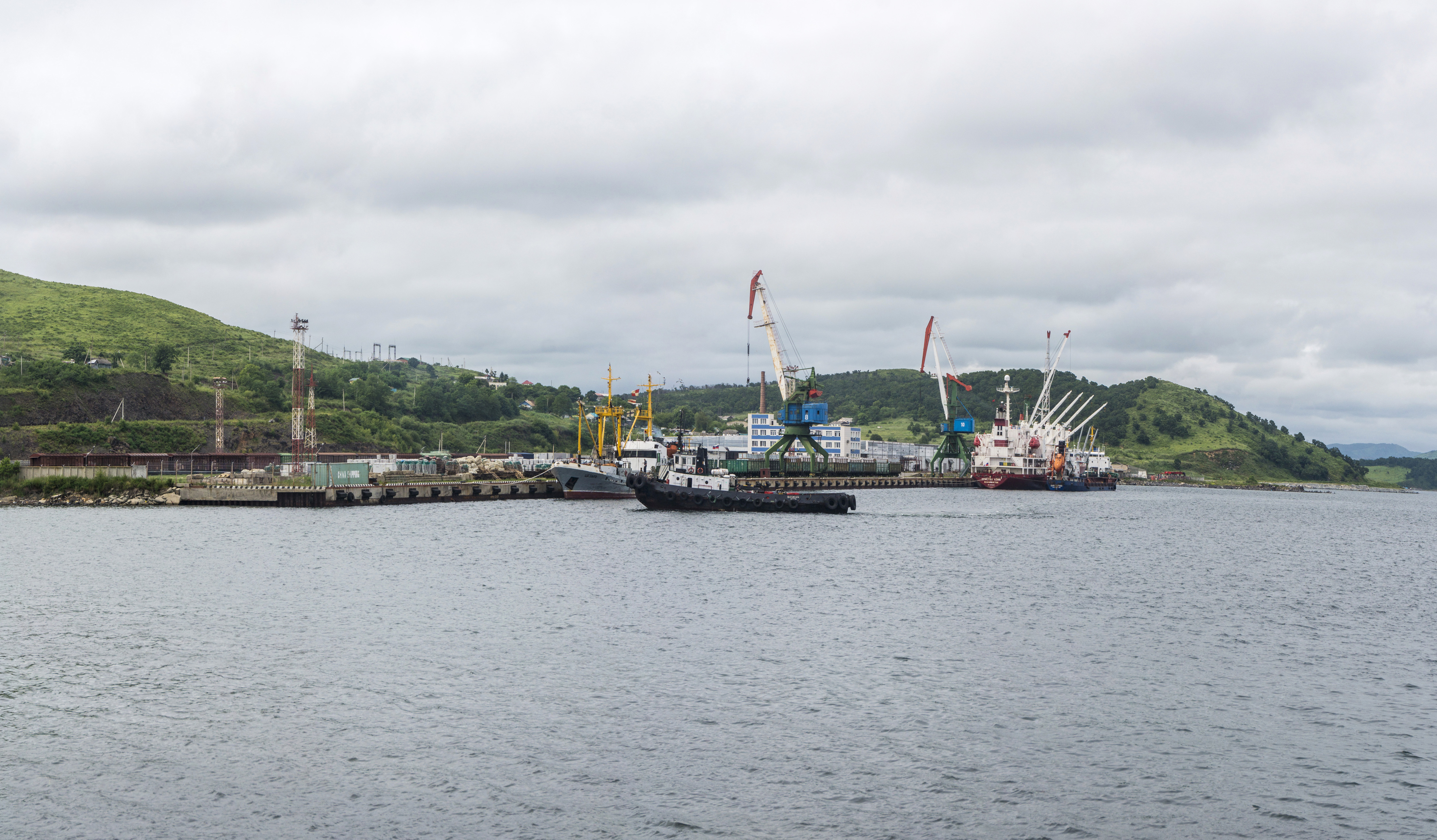
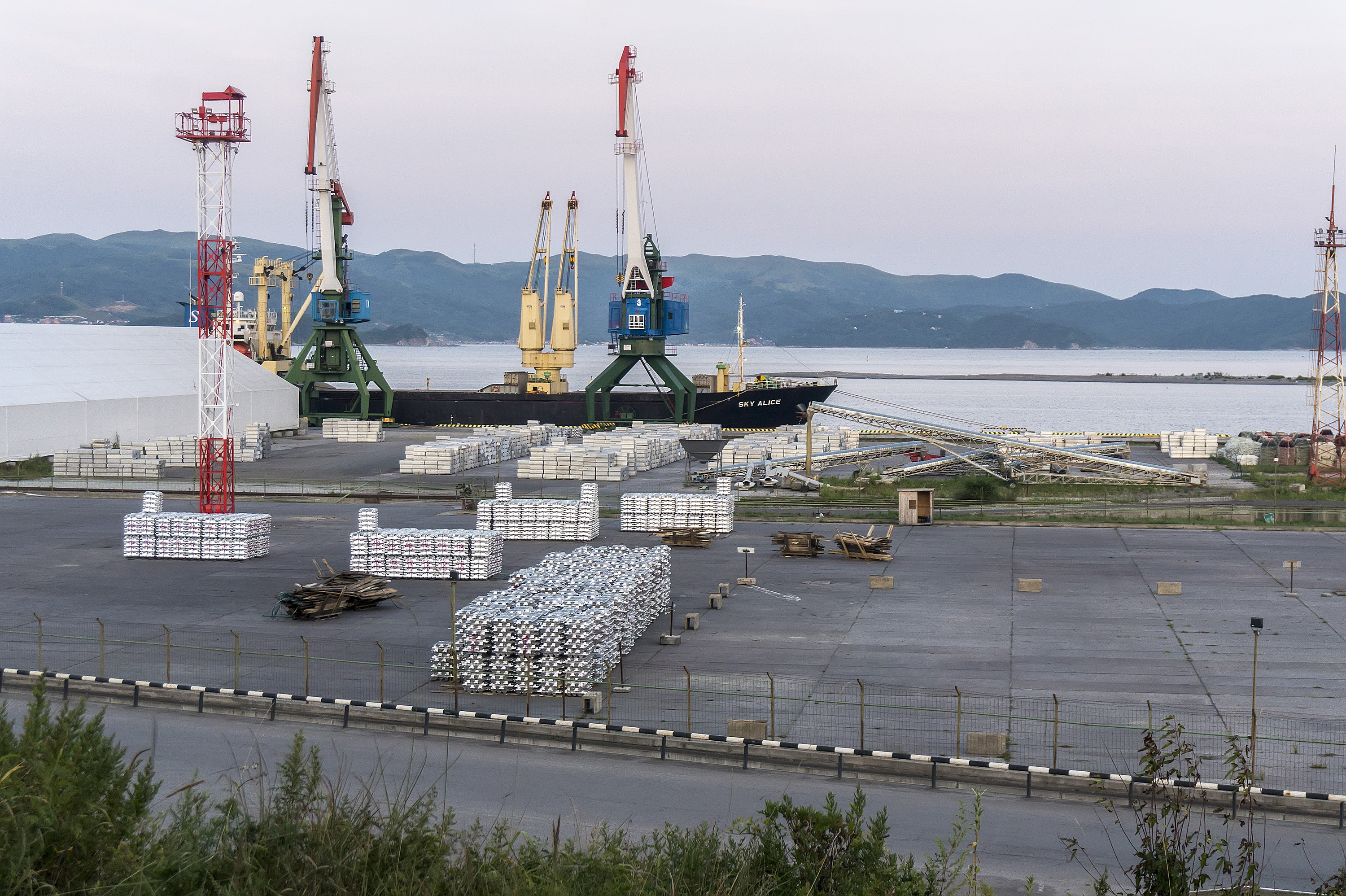
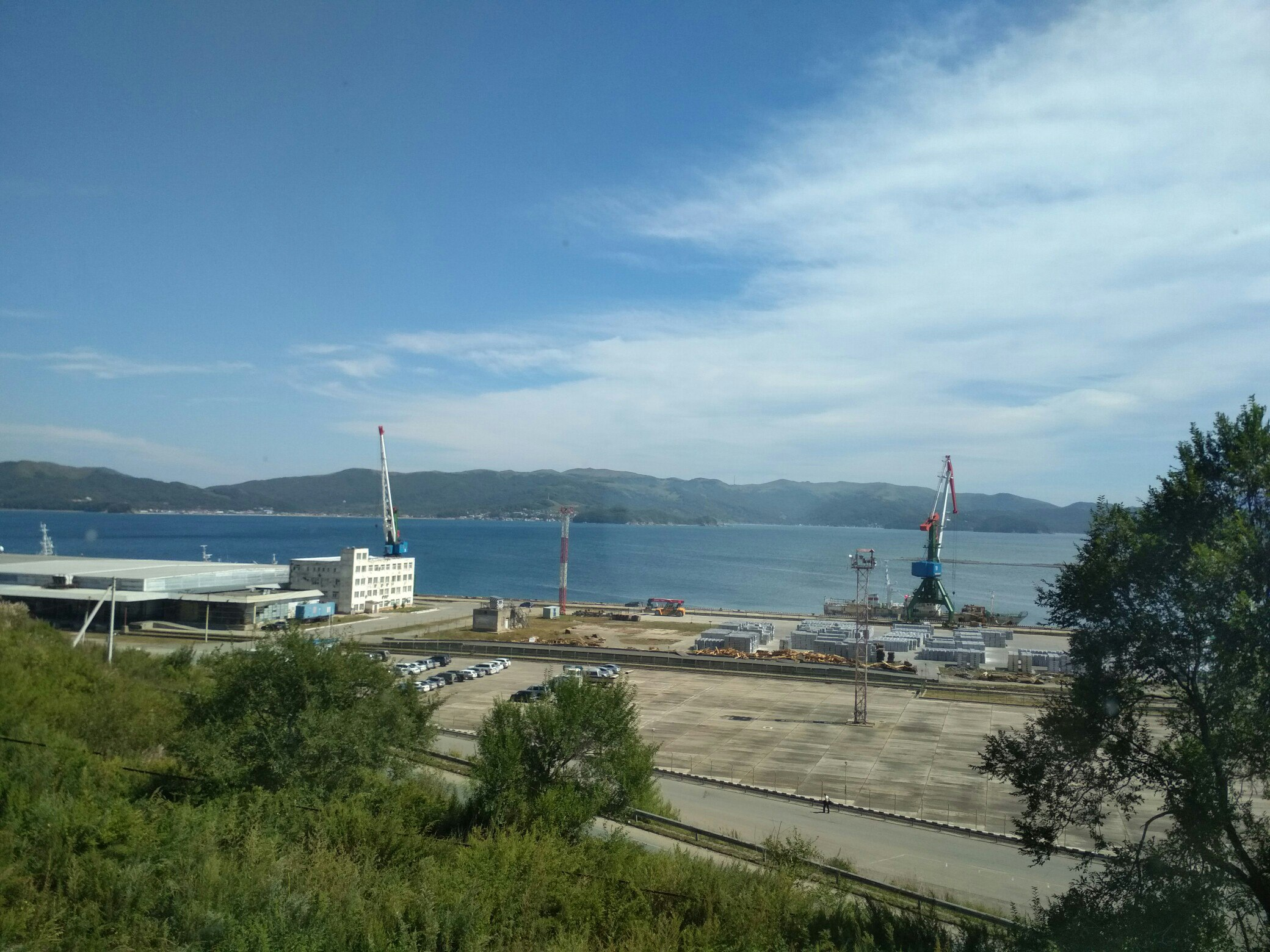
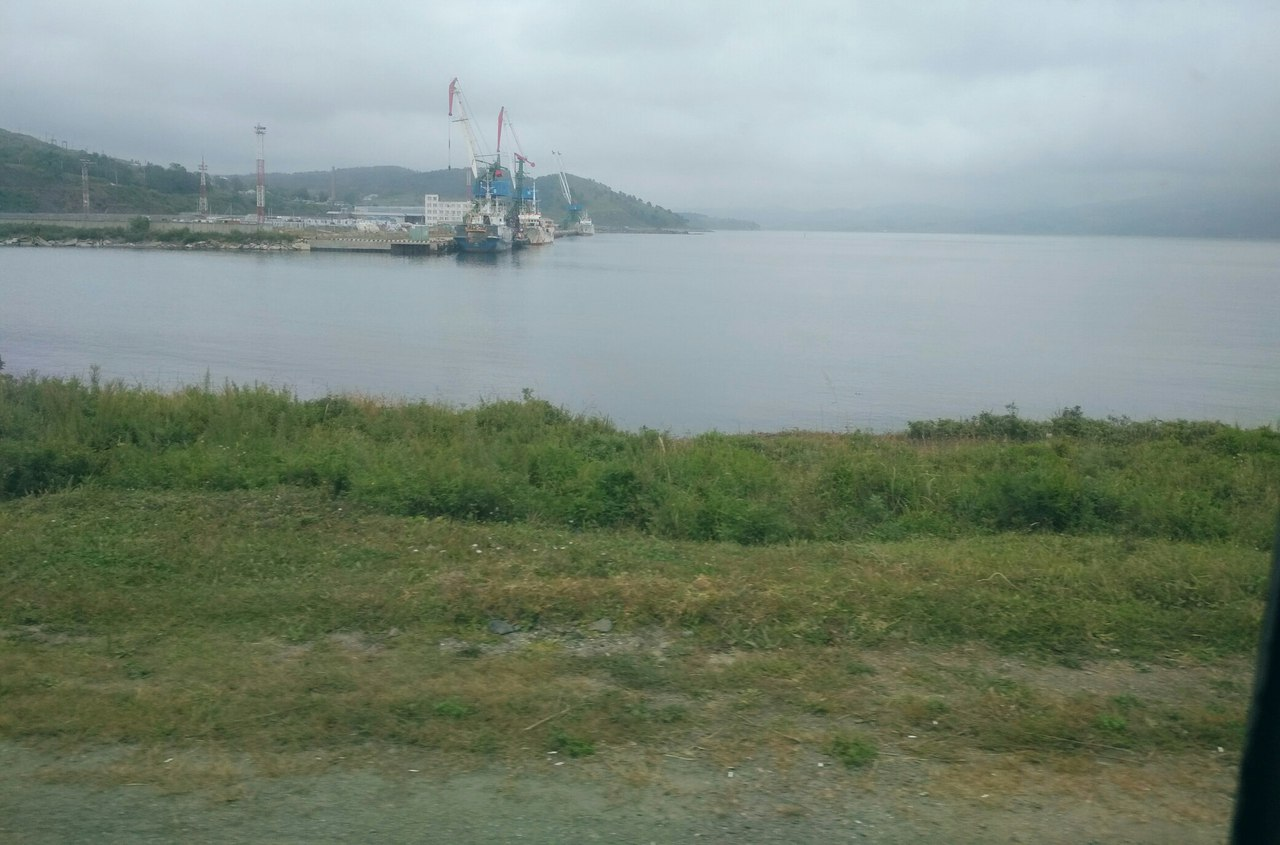
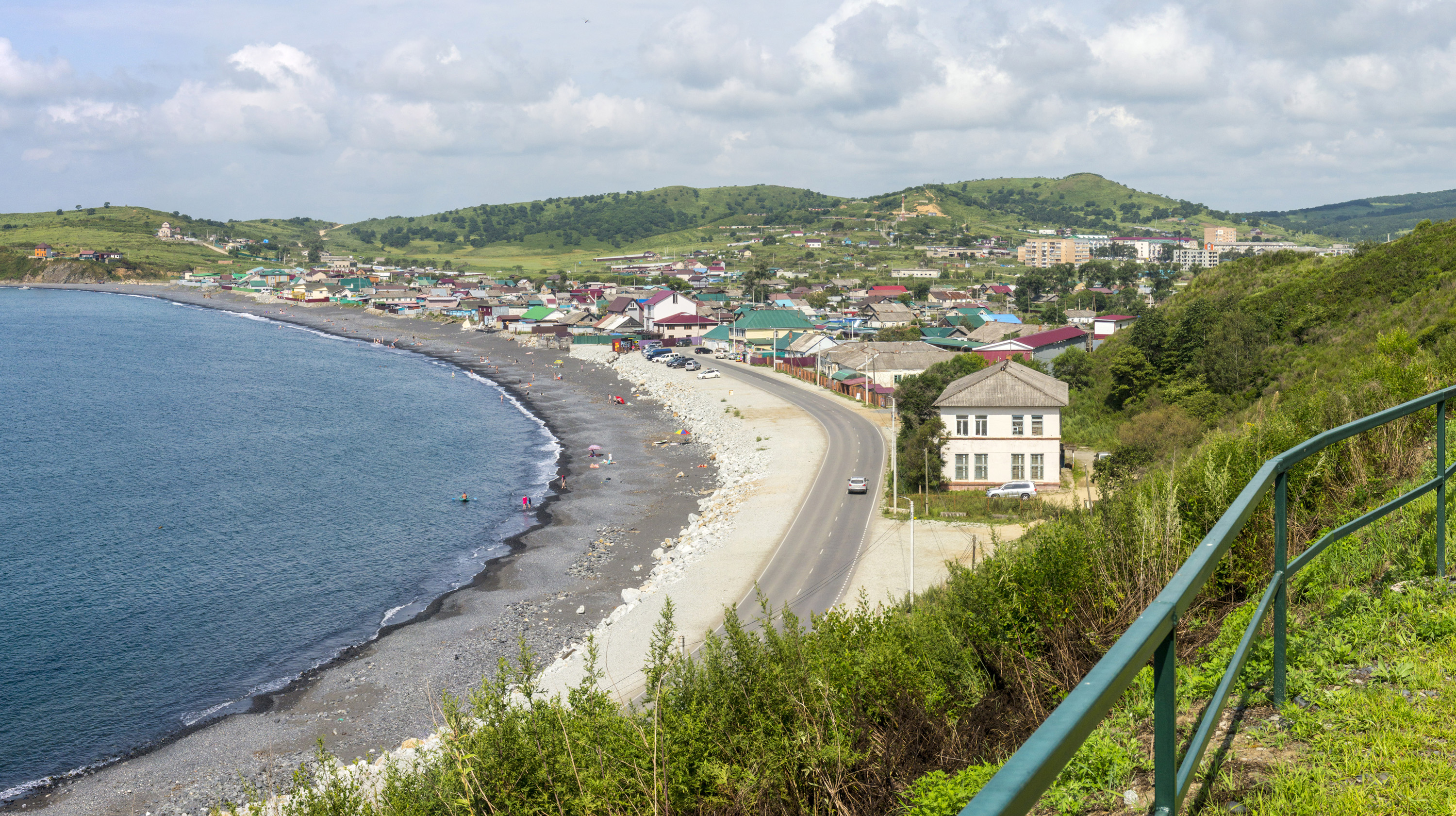